# Carl Gustaf Höglind
Carl Gustaf Höglind, född 20 december 1837 i Stockholm, död 22 januari 1875 i Stockholm, var en svensk etsare, litograf och tecknare.
Han var son till vaktmästaren Gustaf Höglind och Elisabeth Olsson. Höglind studerade vid Konstakademien 1853-1856 och arbetade därefter under flera år för Vetenskapsakademien. Han tilldelades 1868 ett stipendium från Patriotiska sällskapet för utbildning i Tyskland och Österrike. Höglind är representerad vid Nationalmuseum och Kungliga biblioteket.